# Misty (Pokémon)
Misty, coneguda com a Kasumi (カスミ) al Japó, és un personatge fictici de la franquícia Pokémon propietat de Nintendo i creada per Satoshi Tajiri. Va aparèixer com la líder del Gimnàs Celeste en la sèrie de videojocs Pokémon Vermell i Blau, Pokémon Or i Plata, i els seus respectius remakes. També va ser un personatge principal en l'anime principal durant les primeres cinc temporades i va viatjar amb Ash Ketchum i Brock per esdevenir la millor entrenadora del món del tipus aigua. Quan ho aconseguí, va decidir tornar a casa per tirar endavant el gimnàs familiar a Ciutat Celeste. Tanmateix, el seu personatge apareix posteriorment en diverses ocasions. El personatge també ha aparegut en el manga Pokémon Aventures. L'actriu que dona veu al personatge a la versió original en japonès és Mayumi Iizuka.

## Disseny
El disseny del personatge Misty va ser supervisat per Ken Sugimori i Atsuko Nishida, i en el cas de l'anime, per Sayuri Ichishi. Mayumi Iizuka, la seva actriu de veu japonesa, va declarar que el director li va demanar que actués com ella mateixa en la seva audició per representar Misty; ella li va fer cas i li donaren el paper. Per aquesta raó, Iizuka considera que el personatge de Misty és un dels que més la representen.

## Recepció
El llibre The Japanification of Children's Popular Culture descriu el personatge Misty de l'anime com una figura de mare i la defineix com «un component nutritiu» pel trio inicial que formen ella, Ash i Brock. També la descriu com «una noia inusualment 'completa' en el món dels dibuixos animats» i que es mostra el seu sentimentalisme femení i la seva «ràbia explosiva». Anime Classics Zettai!: 100 Must-See Japanese Animation Masterpieces elogia el personatge com a «particularment equilibrat» (particularly nuanced) i considera la seva presència important per a fer la sèrie atractiva.